# خوش، لریک
خوش (به لاتین: Khush) یک منطقهٔ مسکونی در جمهوری آذربایجان است که در شهرستان لریک واقع شده‌است.